# Selago brevifolia
Selago brevifolia är en flenörtsväxtart som beskrevs av Robert Allen Rolfe. Selago brevifolia ingår i släktet Selago och familjen flenörtsväxter. Inga underarter finns listade i Catalogue of Life.